# Kosnik
Kósnik (tudi pošévnik in knjižno stožína) jadralnega plovila je poševni drog (jadrnik), ki se nadaljuje od njegovega premca. Zagotavlja sidrno točko za sprednji del jambornega križa, kar omogoča podaljšek funkcije sprednjega jamborja čez sprednji del trupa.